# Capitala World Tennis Championship 2010
Il Capitala World Tennis Championship 2010 è stato un torneo esibizione di tennis. 
È stata la 2ª edizione dell'evento che si è svolto ad Abu Dhabi, dal 31 dicembre 2009 al 2 gennaio 2010.
Vi hanno partecipato 6 giocatori facenti parte della top ten. Il montepremi in palio per il vincitore è stato di 250.000 dollari. 
Il torneo si è giocato all'Abu Dhabi International Tennis Complex di Zayed Sports City ad Abu Dhabi negli Emirati Arabi Uniti. 
È servito come preparazione all'ATP World Tour.

## Giocatori
1. Roger Federer ATP No.1
2. Rafael Nadal ATP No.2
3. Nikolaj Davydenko ATP No.6
4. Robin Söderling ATP No.8
5. David Ferrer ATP No.17
6. Stan Wawrinka ATP No.21

## Storia

### Giorno 1:31 dicembre 2009
Nel match d'apertura lo spagnolo David Ferrer, arrivato in extremis ad Abu Dhabi al posto del francese Jo-Wilfried Tsonga, ha battuto in rimonta per 2-6 6-2 6-4 il russo Nikolaj Davydenko (vincitore dell'ultimo Masters era avanti per 4-2 nel set decisivo). Nell'altro quarto lo svedese Robin Söderling ha sconfitto con un doppio tie-break lo svizzero Stan Wawrinka.
| Incontri disputati nell'Abu Dhabi International Tennis Complex | Incontri disputati nell'Abu Dhabi International Tennis Complex | Incontri disputati nell'Abu Dhabi International Tennis Complex | Incontri disputati nell'Abu Dhabi International Tennis Complex |
| Gruppo                                                         | Vincitore                                                      | Perdente                                                       | Punteggio                                                      |
| -------------------------------------------------------------- | -------------------------------------------------------------- | -------------------------------------------------------------- | -------------------------------------------------------------- |
| Tabellone                                                      | Robin Söderling                                                | Stan Wawrinka                                                  | 7–6(4), 7–6(2)                                                 |
| Tabellone                                                      | David Ferrer                                                   | Nikolaj Davydenko                                              | 2-6, 6–2 ,6–4                                                  |

### Giorno 2:1º gennaio 2010
Dopo 12 sconfitte di fila Robin Söderling è riuscito a battere Roger Federer. In semifinale lo svedese si è imposto per 6(6)–7 7-6(1) 6-2 sul numero uno del mondo Rafael Nadal si è aggiudicato per 7–6(3) 6-3 il derby di Spagna con David Ferrer, che nei quarti aveva sorprendentemente sconfitto il russo Nikolaj Davydenko.
| Incontri disputati nell'Abu Dhabi International Tennis Complex | Incontri disputati nell'Abu Dhabi International Tennis Complex | Incontri disputati nell'Abu Dhabi International Tennis Complex | Incontri disputati nell'Abu Dhabi International Tennis Complex |
| Gruppo                                                         | Vincitore                                                      | Perdente                                                       | Punteggio                                                      |
| -------------------------------------------------------------- | -------------------------------------------------------------- | -------------------------------------------------------------- | -------------------------------------------------------------- |
| Tabellone                                                      | Robin Söderling                                                | Roger Federer                                                  | 6-7(6), 7-6(1), 6-2                                            |
| Tabellone                                                      | Rafael Nadal                                                   | David Ferrer                                                   | 7–6(3),6-3                                                     |

### Giorno 3:2 gennaio 2010
Rafael Nadal si è aggiudicato il torneo battendo lo svedese Robin Söderling in due set: 7–6(3) 7-5.
Nel primo set grande equilibrio fino al tie break, anche se Rafa aveva avuto due palle break sul 5-5. Nel tie break lo svedese ha però ha servito male e lo spagnolo ne ha subito approfittato chiudendo sul 7-3. Nel secondo set il numero due del ranking Atp è salito sul 4-2, ma ha subito l'immediato contro break del rivale che è rientrato in partita. In vantaggio 5-4 lo spagnolo si è procurato tre match point sul servizio dell'avversario, che si è però salvato. Il break di Nadal è però arrivato sul 6-5: 7-5 finale per lo spagnolo che vince 250.000 dollari.
Nella finale per il terzo posto Roger Federer ha sconfitto lo spagnolo David Ferrer: 6-1 7-5 il punteggio in favore del numero uno del mondo.
| Incontri disputati nell'Abu Dhabi International Tennis Complex | Incontri disputati nell'Abu Dhabi International Tennis Complex | Incontri disputati nell'Abu Dhabi International Tennis Complex | Incontri disputati nell'Abu Dhabi International Tennis Complex |
| Gruppo                                                         | Vincitore                                                      | Perdente                                                       | Punteggio                                                      |
| -------------------------------------------------------------- | -------------------------------------------------------------- | -------------------------------------------------------------- | -------------------------------------------------------------- |
| Tabellone                                                      | Rafael Nadal                                                   | Robin Söderling                                                | 7–6(3),7-5                                                     |
| Tabellone                                                      | Roger Federer                                                  | David Ferrer                                                   | 6-1 7-5                                                        |

## Campioni
Rafael Nadal ha battuto in finale  Robin Söderling 7–6(3),7-5